# Gudżabauri
Gudżabauri (ros. Gudzabar) – wieś w Osetii Południowej, w regionie Cchinwali. W 2015 roku liczyła 894 mieszkańców.